# Siats
Siats é um gênero de dinossauro carnívoro terópode da família Neovenatoridae do Cretáceo Superior dos Estados Unidos. Há uma única espécie descrita para o gênero Siats meekerorum. Seus restos fósseis foram encontrados na formação Cedar Mountain, em Utah, e datam do Cenomaniano.

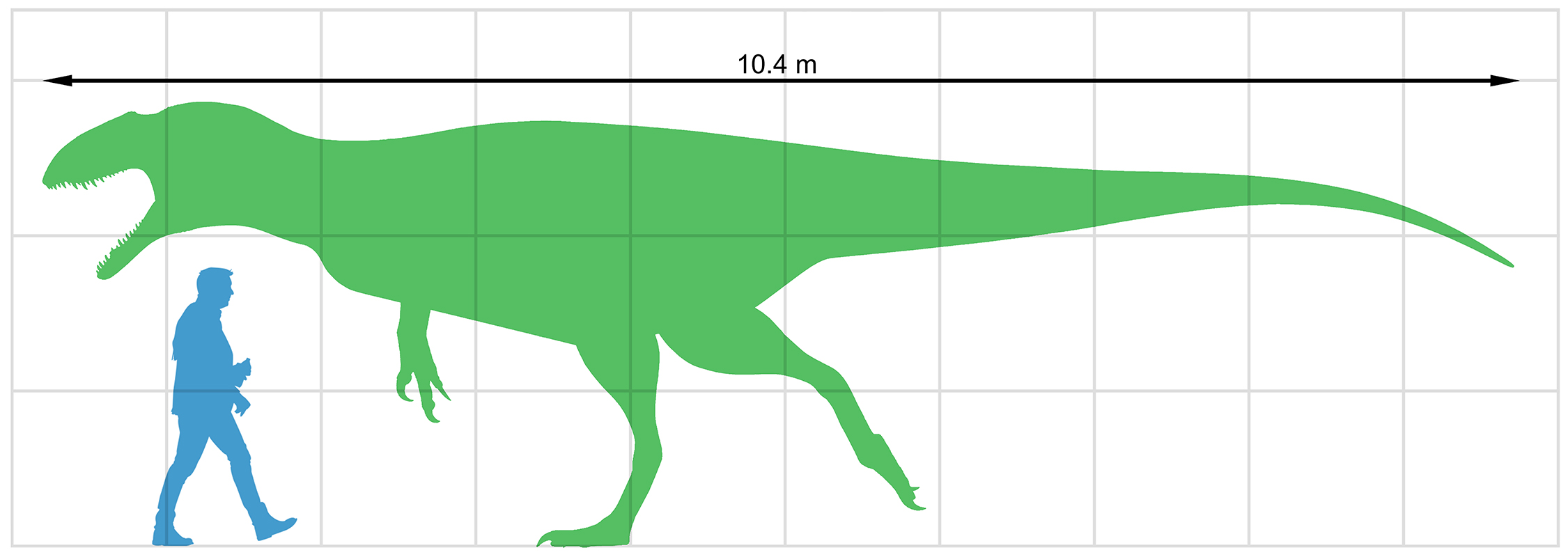
Comparação de tamanho entre um S. meekerorum com um humano

 É um dos três maiores dinossauros Carnívoros junto com o Acrocantossauro  e o Tiranossauro,da América do Norte. O holótipo é imaturo devido a "falta de fusão neurocentral ao longo da série axial, exceto nos caudais distais"; ele tinha 11,9 metros de comprimento e 4 toneladas.

## Etimologia
A origem etimológica tem a ver com um monstro devorador de pessoas da trigo Ute — Siats —, de Utah. O meekerorum é em homenagem à família Meeker.